# Reichsautobahn

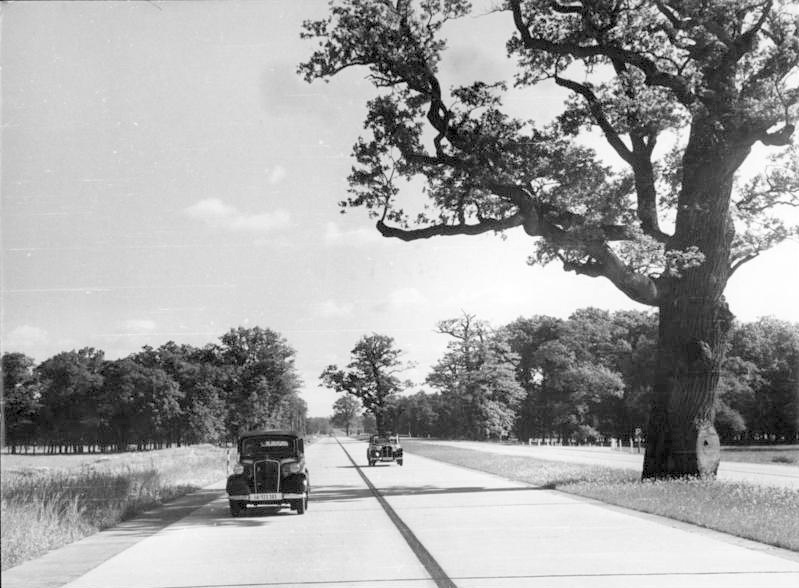
Reichsautobahn Berlín - Múnich, actual A9, al sureste de Dessau, fotografiada en 1939. Los robles se mantuvieron intencionadamente en la mediana.

Placa automovilística Reichsautobahn

El sistema Reichsautobahn fue el comienzo de las autopistas alemanas bajo el Tercer Reich. Durante la República de Weimar ya se habían planificado autopistas de acceso controlado, y se habían construido dos, pero aún no se habían iniciado las obras de las autopistas de largo recorrido. Tras oponerse previamente a los planes de una red de autopistas, los nazis los adoptaron tras llegar al poder y presentaron el proyecto como una idea propia de Hitler. Las denominaron "las carreteras de Adolf Hitler" (en alemán: die Straßen Adolf Hitlers) y las presentaron como una importante contribución a la reducción del desempleo. Otras razones del proyecto eran permitir a los alemanes explorar y apreciar su país, y había un fuerte elemento estético en la ejecución del proyecto bajo el Tercer Reich; aplicaciones militares, aunque en menor medida de lo que se ha pensado a menudo; un monumento permanente al Tercer Reich, a menudo comparado con las pirámides; y la promoción general del automovilismo como una modernización que en sí misma tenía aplicaciones militares.
Hitler realizó la primera palada ceremonial de tierra el 23 de septiembre de 1933 en Frankfurt, y las obras comenzaron oficialmente de forma simultánea en varios lugares del Reich en la primavera siguiente. El primer tramo terminado, entre Fráncfort y Darmstadt, se inauguró el 19 de mayo de 1935, y los primeros 1000 km se completaron el 23 de septiembre de 1936. Tras la anexión de Austria, la red prevista se amplió para incluir el Ostmark, y el 7 de abril de 1938 se celebró cerca de Salzburgo una segunda ceremonia de inauguración de la primera Reichsautobahn en territorio anteriormente austriaco. Cuando las obras cesaron en 1941 a causa de la Segunda Guerra Mundial, se habían completado 3.819,7 km.

## Historia

### Antecedentes
Antes de la época nazi se habían construido dos autopistas de acceso controlado. La AVUS (abreviatura de Automobil-Verkehrs- und Übungsstraße, carretera para el tráfico y la práctica del automóvil), de 10 km de longitud, se construyó en Berlín a partir de 1913. La corporación para construirla se organizó en 1909, y la construcción continuó durante la Primera Guerra Mundial utilizando prisioneros de guerra, pero no se terminó e inauguró oficialmente hasta 1921. En un principio estaba pensada como pista de carreras y se utilizaba para probar los vehículos y el firme, pero tenía muchas de las características de la posterior Reichsautobahn y sirvió de modelo para la autopista de Piero Puricelli de 1924 entre Milán y los lagos del norte de Italia, la primera verdadera autopista del mundo. En 1929-32 se construyó entre Colonia y Bonn una autopista de unos 20 km de longitud que también se asemejaba a la Reichsautobahn, salvo por la ausencia de una franja central, utilizando mano de obra desempleada; gracias a ello, el entonces alcalde de Colonia y presidente del comité provincial para las autostraßen, Konrad Adenauer, pudo atribuirse el mérito de haber construido una autobahn antes que Hitler. En 1931-33 también se construyó la "circunvalación de Opladen" entre Colonia y Düsseldorf. Adenauer también inició la construcción de una carretera de circunvalación alrededor de Colonia, más acorde con la demanda de la época. Según una encuesta de tráfico de 1936-37, el mayor tráfico por carretera seguía estando en torno a las grandes ciudades.
También se constituyeron sociedades y se elaboraron planes de autopistas entre Mannheim y Heidelberg, entre Múnich y Berlín vía Leipzig, entre Múnich y el lago Starnberg, entre Leipzig y Halle y entre Colonia y Aachen (Aquisgrán), además de planes para redes de 15.000 km o 22.500 km de longitud. En 1930, el Ministerio de Transportes se involucró en el intento de establecer directrices para la construcción de una red de carreteras. En particular, la organización conocida como HaFraBa o HAFRABA (acrónimo de Verein zur Vorbereitung der Autostraße Hamburg-Frankfurt-Basel - Asociación para la preparación de la autopista Hamburgo [posteriormente Hansestädte, ciudades hanseáticas, después de que se añadieran Lübeck y Bremen] - Frankfurt - Basilea), se fundó en 1926 a instancias de Willy Hof [de], que se había inspirado en las autopistas italianas, y proyectó una autopista norte-sur que se ampliaría en forma de red. Se prepararon especificaciones de ingeniería detalladas, encuadernadas en 70 volúmenes, y esta planificación constituiría la base de la red de Reichsautobahn.
Sin embargo, HAFRABA nunca fue capaz de superar los problemas logísticos de la construcción de una autopista a través de muchas jurisdicciones diferentes, ni los problemas de financiación de una empresa tan grande. Además, los legisladores la condenaron por considerarla un proyecto de lujo que sólo beneficiaría a los pocos ricos que tuvieran coches; el Partido Nazi estaba en contra del gasto público en autopistas por esta razón, al igual que los comunistas y el Reichsbahn, el ferrocarril nacional alemán, que temía que las autopistas le quitaran parte de su negocio de transporte de mercancías. Incluso la asociación de fabricantes de automóviles alemanes no apoyaba los proyectos de autopistas, pues les preocupaba que la conducción de larga distancia sobrecargara sus vehículos.

### Planificación y construcción

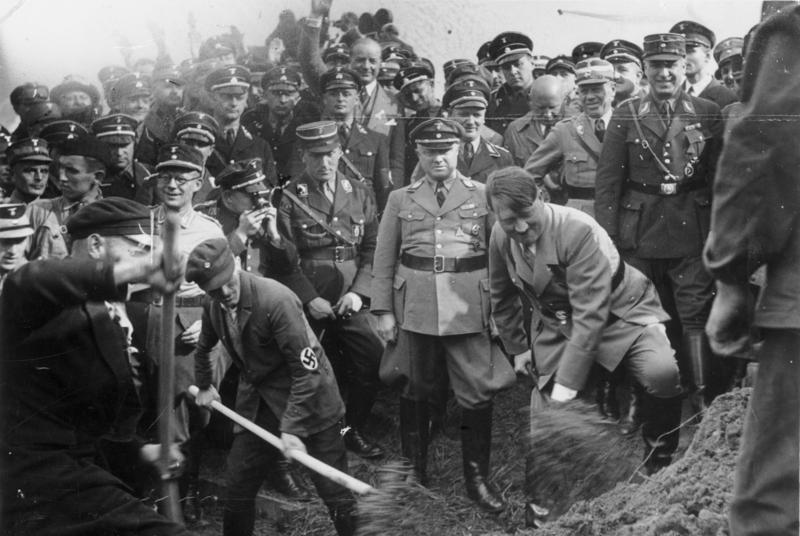
Hitler paleando tierra en la ceremonia de inauguración de la construcción de la Reichsautobahn; detrás de él, a la derecha, Fritz Todt; a la izquierda, dos trabajadores ayudándole.

Tras la llegada al poder de los nazis, a finales de enero de 1933, su posición cambió rápidamente. Fritz Todt elaboró un informe en el que abogaba por la construcción de autopistas, Straßenbau und Straßenverwaltung, conocido como el "Informe Brown", en inglés "Brown Report" (Braune Denkschrift o Brauner Bericht), y en un discurso pronunciado en el Salón del Automóvil de Berlín el 11 de febrero, Hitler lo presentó como una necesidad y como la medida de futuro de un pueblo, como lo habían sido los ferrocarriles en el pasado. El 27 de junio de 1933 se aprobó una ley que establecía el proyecto de Reichsautobahn con ese nombre, y el 25 de agosto se fundó la Gesellschaft Reichsautobahnen (Asociación de Reichsautobahns) como filial del Reichsbahn, eliminando así sus objeciones. El 30 de junio, Todt es nombrado Generalinspektor für das deutsche Straßenwesen (inspector general de la red de carreteras alemana). HAFRABA y otras organizaciones se integraron en la rama de planificación, conocida como GEZUVOR (Gesellschaft zur Vorbereitung der Reichsautobahn, Sociedad para la Preparación de la Reichsautobahn). El presidente del consejo de administración de HAFRABA, el Dr. Ludwig Landmann, alcalde de Fráncfort, era judío, lo que proporcionó a los nazis un motivo para hacerse con ella. La autopista se presentó a la opinión pública alemana como una idea de Hitler: se decía que había esbozado la futura red de autopistas mientras estaba en la prisión de Landsberg en 1924. Iban a ser "las carreteras del Führer", un mito promovido por el propio Todt, que acuñó la frase y advirtió a sus allegados que no debían "dar la impresión de que yo había construido las autopistas. Deben ser consideradas simple y exclusivamente las carreteras del Führer". Hof, un entusiasta miembro del partido, dimitió el 22 de diciembre de 1934; el editor de la revista HAFRABA, Kurt Kaftan, había causado un problema político al presentar a Hof como el creador de la idea, o como responsable conjunto de la misma con Hitler. El solapamiento de las responsabilidades de la Gesellschaft Reichsautobahnen (encargada de la construcción) y de la oficina de Todt (encargada de la planificación, pero también de todas las carreteras del Reich) ejemplificó el crecimiento de las autoridades centrales en el Tercer Reich e inevitablemente provocó conflictos, pero hasta el 1 de enero de 1941 la Gesellschaft Reichsautobahnen no se separó de la Reichsbahn y pasó a depender directamente de Todt.
El 5 de agosto de 1933, una obra radiofónica de Peter Hagen y Hans Jürgen Nierenz, Wir bauen eine Straße ("Estamos construyendo una carretera"), se emitió en todo el Reich. El 23 de septiembre de 1933, los primeros 720 desempleados marcharon a la Bolsa de Frankfurt, donde fueron investidos ceremonialmente con palas como trabajadores del Reichsautobahn, y desde allí, acompañados por hombres de las SA, marcharon detrás de Todt y Jakob Sprenger, el Reichsstatthalter de Hesse, hasta la orilla del río Main (río Meno). Allí, tras otros discursos, Hitler iba a inaugurar las obras de la autopista con la primera palada ceremonial de tierra para formar la base de un terraplén. Sin embargo, como describió Todt la escena en un álbum ilustrado publicado en 1935, "una y otra vez su pala se hundía en el montículo [de tierra]. No se trataba de una pala simbólica, sino de un verdadero trabajo de construcción". Dos de los obreros "se lanzaron... a ayudarle", y trabajaron "hasta que el montículo había sido tratado de forma ordenada y... las primeras gotas de sudor goteaban de su frente sobre la tierra". La imagen de Hitler paleando se utilizó muchas veces en la propaganda, incluso superpuesta a la marcha de los trabajadores en el cartel de Heinrich Hoffmann que instaba a los alemanes a ratificar el gobierno nazi en las elecciones al Reichstag de noviembre de 1933. El lugar fue marcado con un parque y una piedra conmemorativa.

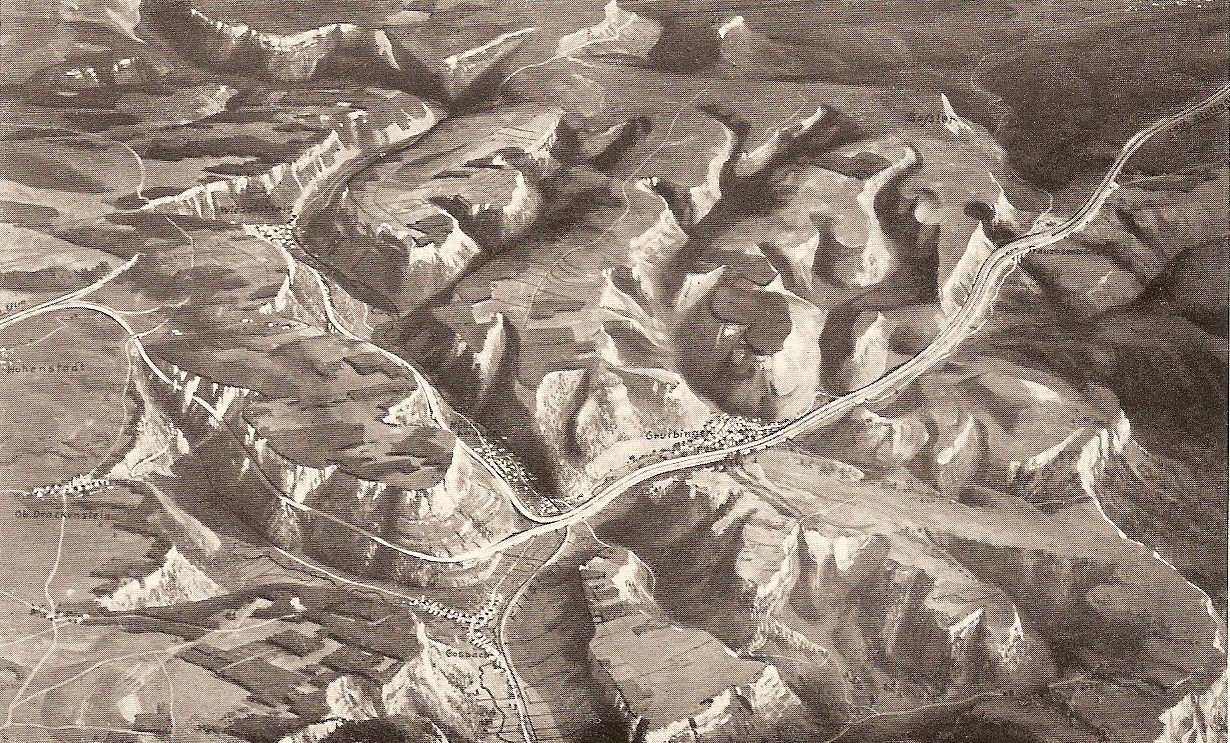
Trazado del proyecto Drackensteiner Hang: para salvar el terreno escarpado con las mínimas molestias, las dos direcciones se trazaron en lados diferentes de la montaña.

Los trabajos preparatorios en varios lugares se realizaron durante el invierno siguiente, pero la construcción a gran escala se inició oficialmente el 21 de marzo de 1934, como la muestra de la apertura de la Arbeitsschlacht ("batalla del trabajo"), que también incluía la construcción de presas y residencias y trabajos agrícolas. Las obras de la Autobahn se habían establecido en 22 lugares, gobernados por 9 divisiones regionales de trabajo (que se convirtieron en 15 a mediados de 1934), distribuidas por todo el Reich para conseguir la máxima visibilidad pública, y las obras se iniciaron ceremonialmente en 15 de los lugares. En Unterhaching, Hitler pronunció un breve discurso que terminó con la orden: "¡Fanget an!" ("¡Comiencen!"). ("¡Comiencen!"). Este discurso se transmitió por radio a todo el país, tras lo cual sus representantes inauguraron las obras con la primera palada de tierra en los otros 14 emplazamientos: Hermann Göring en Finowfurth, cerca de Berlín, por ejemplo. Más tarde, un monumento en la mediana de la autopista en Unterhaching conmemoró el acontecimiento: adoptó la forma de un cilindro con la inscripción de la orden de Hitler y la fecha y rematado por palas a la manera de las armas de un monumento militar. 15.000 trabajadores estaban ahora comprometidos; sin embargo, en varios de los lugares de trabajo, los hombres fueron enviados inmediatamente a casa porque primero había que realizar excavaciones mecanizadas y otros preparativos. Según un informe de Sopade de abril-mayo de 1934, sólo estaban activos 6000 trabajadores en un tramo de 67 km entre Frankfurt y Heidelberg y 700 en un tramo de 7 km entre Múnich y la frontera. GEZUVOR presentó sus 788 volúmenes de planos a Todt el 1 de junio de 1934.
A pesar de las promesas iniciales de que el primer tramo se abriría en septiembre de 1934, coincidiendo con el primer aniversario de la inauguración y con el 7.º Congreso Internacional de Carreteras, esto no ocurrió hasta el 19 de mayo de 1935, cuando se inauguró el tramo de 22 km (14 mi) entre Frankfurt y Darmstadt. Hitler recompensó a Todt con un coche de turismo Mercedes-Benz de tres ejes. Ese año se inauguraron otros dos tramos, con un total de 108 km. La celebración de los primeros 1000 km (620 mi) tuvo lugar el 27 de septiembre de 1936 en Breslau (actual Wrocław, Polonia), abriéndose al tráfico cinco tramos ese día. A finales de 1937 se habían completado 2000 km y a finales de 1938 3000 km, cuando la red prevista se amplió de 7000 km a 12.000 km tras la anexión de Austria y los Sudetes. El 7 de abril de 1938 tuvo lugar una segunda ceremonia inaugural para la construcción de la primera autobahn en suelo antiguamente austriaco, con Hitler echando tierra en un contenedor decorado cerca de Salzburgo, y el 1 de diciembre de 1938, Rudolf Hess puso la primera piedra en Eger para una proyectada "autobahn de tránsito" de Breslau a Viena vía Brünn (Brno). Sin embargo, el énfasis en las conexiones este-oeste y en la atracción de turistas extranjeros y la promoción del turismo en automóvil hizo que los tramos terminados no constituyeran una red útil para el transporte de mercancías hasta 1937. En 1938, las prioridades de construcción cambiaron con la preparación para la guerra. Todt recibió la responsabilidad de construir el Westwall o Siegfried Line, y en 1939 sólo se añadieron 237 km a la Reichsautobahn. Además, Hitler ordenó que se ensancharan importantes tramos de las autopistas, de 24 m a 26,5 m y finalmente a 28,5 m, lo que desvió aún más los recursos de la construcción de nuevos tramos.
Las condiciones de trabajo eran duras y la remuneración muy baja, ya que se basaba en el salario local más bajo y, a diferencia de los pagos por desempleo, no incluía un subsidio para gastos de manutención. Además, hasta el invierno de 1938 no se pagaban los días de mal tiempo en los que no se podía trabajar. Al principio, los trabajadores se alojaban en barracones, graneros, naves industriales y tiendas de campaña, y se quejaban del trabajo, las condiciones y el salario. El 18 de octubre de 1934, los trabajadores del tramo Hamburgo-Bremen de la autopista en Gyhum se declararon en huelga; los 141 que no pudieron ser convencidos de reanudar el trabajo fueron trasladados a Berlín para ser interrogados por la Gestapo. Para evitar que se repitieran estos problemas, se estableció una política de investigación de la fiabilidad política de los hombres antes de contratarlos para trabajar en la autopista, se restringió el acceso a los campos de los trabajadores, se instituyó una red de vigilancia en la que la Gestapo participó cada vez más, y los pocos miembros de las SA que había entre los trabajadores se organizaron en Baustürme ("tormentas de la construcción") que daban ejemplo e intimidaban en los lugares de trabajo. No obstante, en 1935 se produjeron varias huelgas más, y un número creciente de incendios se atribuyó al sabotaje de los trabajadores descontentos. Todt intentó convertir las viviendas de los trabajadores en "alojamientos dignos", y mandó construir campamentos especialmente para ellos, empezando por un campamento modelo en Werbellin, en la autopista Berlín-Stettin, que se inauguró en diciembre de 1934. A partir de ese momento también se proporcionó entretenimiento, libros y películas de propaganda de Kraft durch Freude. Un trabajador escribió en 1975 sobre el campo en el que había vivido en 1937 que todavía describiría las condiciones de vida como "absolutamente modélicas". Sin embargo, las condiciones seguían siendo muy pobres. Los lugares de trabajo estaban a menudo alejados, hasta a dos horas de marcha del campo, y no tenían acceso a alimentos ni a agua. La presión sobre los trabajadores era considerable, especialmente después de que Hitler aludiera públicamente en 1937 al objetivo de completar 1000 km (620 mi) al año. A partir de mediados de 1936, las jornadas de trabajo de 11 a 12 horas eran la norma. Había una alta incidencia de lesiones en la espalda de los hombres que no estaban acostumbrados al trabajo físico después de un largo desempleo y en muchos casos estaban desnutridos. Se produjeron numerosos accidentes, algunos mortales, debido al rápido ritmo de trabajo, el agotamiento y la falta de familiaridad con la maquinaria pesada; después de los primeros cinco años, moría un trabajador por cada 6 km (3.7 mi) completados.
A medida que la economía mejoraba y el esfuerzo de rearme se aceleraba, resultaba imposible encontrar suficientes trabajadores; durante un tiempo se trajeron de las grandes ciudades donde el desempleo seguía siendo mayor, principalmente Hamburgo y Berlín, pero en 1937 se consiguió el pleno empleo y las fábricas de armamento ofrecían salarios y condiciones de trabajo muy superiores. Se invirtió la política de minimizar el uso de maquinaria y se aumentaron los salarios, los desempleados que se negaban a ser asignados a la autobahn fueron castigados con la suspensión de las prestaciones hasta 12 semanas, y tras la anexión de Austria y de los Sudetes, los trabajadores de allí fueron puestos a trabajar casi inmediatamente en la autobahn, pero cada vez más el proyecto utilizó trabajos forzados de diversos tipos. En varias ocasiones, hasta 1400 jóvenes que cumplían con su obligación de trabajar a través del Reichsarbeitdienst fueron utilizados como trabajadores de la autobahn, en su mayoría realizando simples trabajos duros; en noviembre de 1937, mujeres y niños en edad escolar fueron puestos a trabajar en una obra en Silesia, y poco después, jóvenes de 17 y 18 años en Hannover. Con el tiempo, los internos de los campos de reeducación -los "tímidos", los socialdemócratas y los comunistas- constituyeron la mayoría de los trabajadores del Reichsautobahn, y durante la guerra se utilizó un número cada vez mayor de prisioneros de guerra. La guerra también eliminó el principal obstáculo para utilizar a los presos y a los judíos de los campos de concentración, que los visitantes extranjeros vieran a los necesarios guardias armados y se formaran una mala impresión; antes sólo se habían utilizado en lugares remotos como las canteras. En octubre de 1939 se construyó un campo de reeducación de las SS en Hinzert que albergaba a los trabajadores recalcitrantes de la autopista, así como del Westwall; en total, se establecieron 50 campos de trabajos forzados para los trabajadores de la Reichsautobahn, y se transfirieron al uso regular de las SS cuando se detuvo la construcción. En otoño de 1940, un informe interno contabilizaba aproximadamente 62.600 trabajadores contratados en la autobahn, de los cuales unos 21.900 eran trabajadores contratados, 300 mujeres, 28.600 prisioneros, incluidos prisioneros de guerra, 1100 polacos, 5700 checos y otros 4700 extranjeros.

La red Reichsautobahn, tal y como fue concebida en última instancia, debía extenderse a la mayor parte del Lebensraum planificado en los territorios conquistados; junto con un trío de extensiones hacia el este y el sur del sistema ferroviario Breitspurbahn de vía ancha extrema, las autopistas debían proporcionar las principales conexiones para las "cadenas de asentamiento" de las comunidades de inmigrantes alemanes Wehrbauer que se ubicarían en el territorio soviético conquistado. La incorporación de Austria al Reich en 1938 dio lugar a una ampliación del sistema de carreteras anteriormente centrado en Viena y a importantes esfuerzos de planificación y construcción en las regiones alpinas. La Autopista del Oeste (West Autobahn) entre Viena y Salzburgo se inició en pocas semanas con mucha publicidad, pero en 1942 sólo se habían terminado unos pocos kilómetros alrededor de Salzburgo.

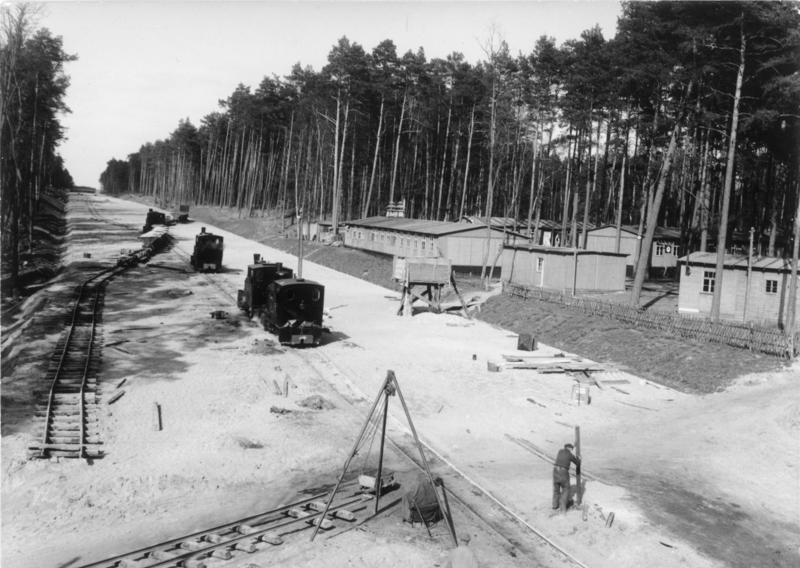
Obras del Reichsautobahn cerca de Berlín, abril de 1936
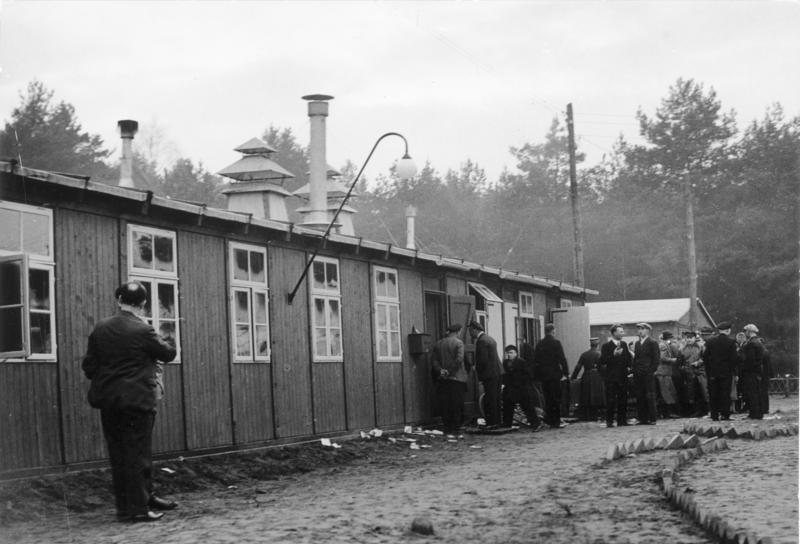
Una barraca de trabajadores
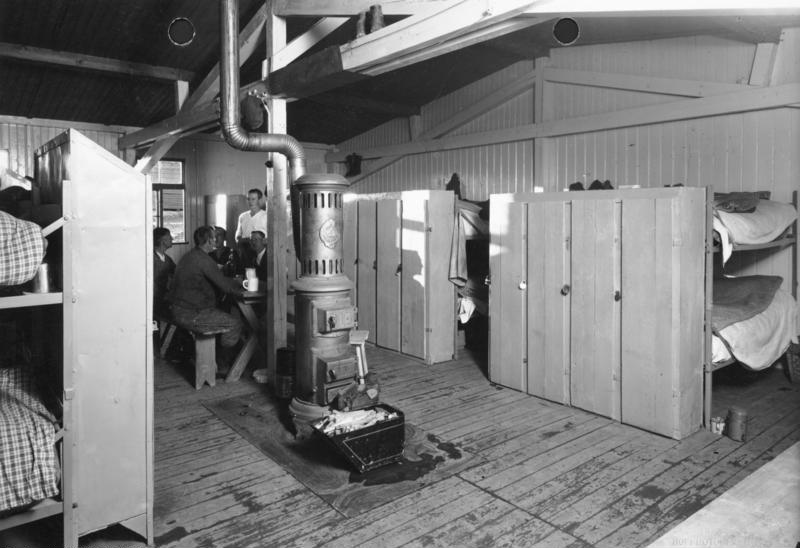
Litera en un campamento de trabajadores, 1934

### Segunda Guerra Mundial

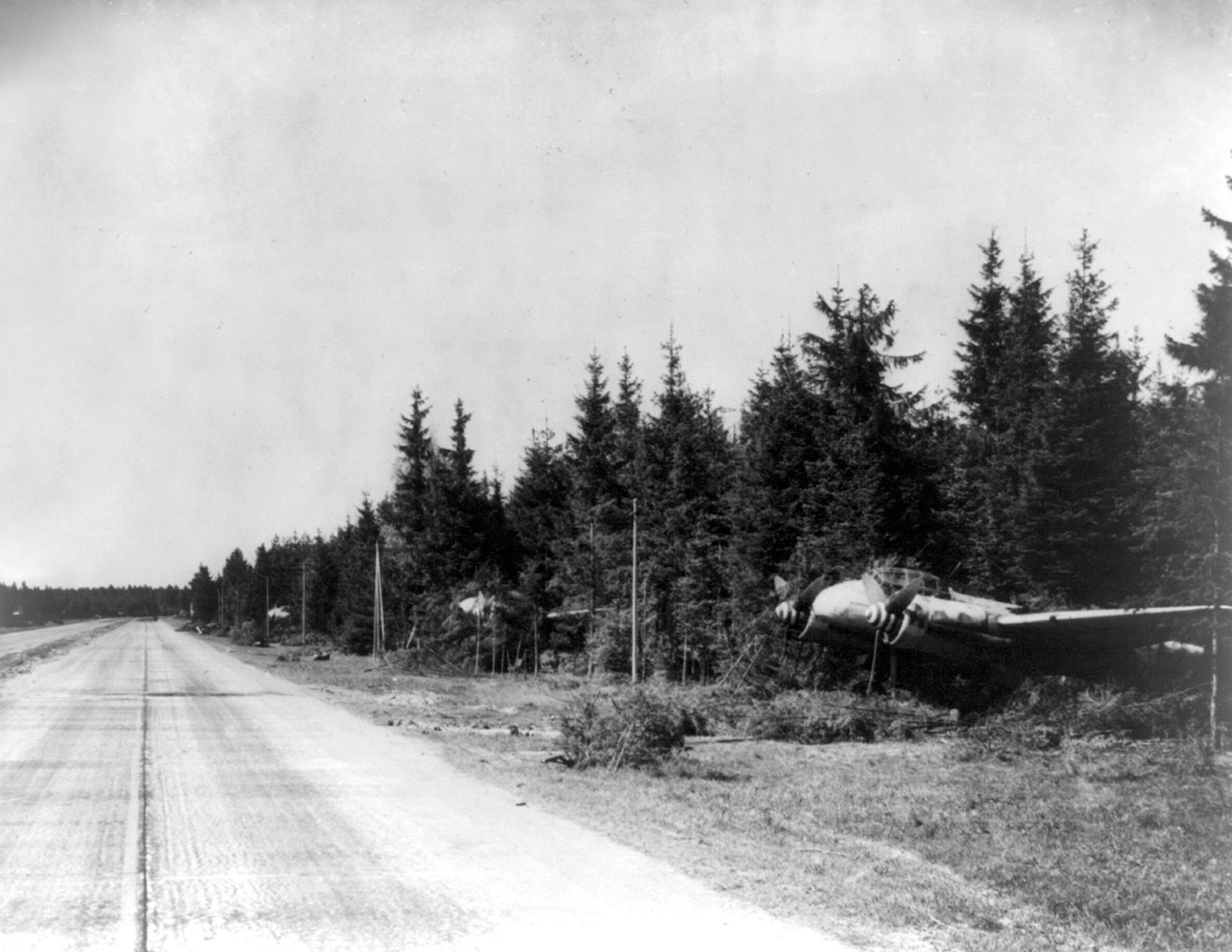
Aviones de guerra Ju 88 alemanes ocultos a lo largo de la autopista en 1945

Tras el comienzo de la guerra, en septiembre de 1939, se completaron otros 560 km de autopista, lo que supuso un total de 3870 km, antes de que las obras cesaran casi por completo a finales de 1941 con el empeoramiento de la situación bélica en Rusia. Esto incluyó la conexión de la Avus con la carretera de circunvalación de Berlín, celebrada el 23 de septiembre de 1940, el séptimo aniversario de la inauguración del proyecto por parte de Hitler. Las obras de unos 3000 km. habían comenzado pero quedaban inconclusas; de ellas, las obras se habían detenido en unos 1000 km. en octubre de 1940. Se había previsto la finalización del kilómetro 4000 y se había diseñado un medallón para celebrarlo, pero ese hito nunca se alcanzó. Los ingenieros se dedicaron a restaurar puentes en los territorios ocupados y, más tarde, a convertir las vías férreas de la URSS en vías estándar. En 1942, Albert Speer, que sucedió a Todt tras su muerte, integró completamente la Reichsautobahn en la Organización Todt, orientada a la guerra.
En julio de 1941, Dieter Wisliceny, el Judenberater de Eslovaquia, invitó a funcionarios del gobierno eslovaco a recorrer varios campos del Reichsautobahn en la Alta Silesia Oriental. Durante el viaje, el Reichsautobahn hizo averiguaciones sobre el uso de judíos eslovacos en sus proyectos de construcción. Sin embargo, Izidor Koso, presidente del Ministerio del Interior, comentó que los métodos de los alemanes eran "poco cristianos e inhumanos" y que Eslovaquia tendría que encontrar otro camino. Los visitantes comprendieron que los judíos de Polonia vivían en condiciones que acabarían provocando una muerte masiva.
En mayo de 1939 se impuso un límite de velocidad de 100 km/h (62 mph) para ahorrar combustible; durante la guerra se redujo a 80 km/h (50 mph), y los coches particulares sólo podían circular por las autobahns en circunstancias excepcionales. (En 1943, el tráfico era tan escaso que se permitían las bicicletas). Aparte del tráfico oficial, que aumentó hacia el final de la guerra, las autobahns se utilizaron para algunas entregas de piezas de tanques y de submarinos y lanchas motoras terminadas, y como pistas de aterrizaje para aviones de combate, incluso en un caso para el montaje final y los vuelos de prueba de los Messerschmitt Me 262 después de que las fábricas de Augsburgo y Ratisbona fueran bombardeadas. A medida que avanzaba la guerra, los vehículos corrían el riesgo de ser ametrallados por la aviación aliada. Sin embargo, la mayor parte de los daños en las autopistas fueron causados a finales de la guerra por la Wehrmacht en retirada, que voló numerosos puentes en un esfuerzo por frenar el avance aliado; el 19 de marzo de 1945, Hitler ordenó la destrucción en retirada de "todas las instalaciones militares, de transporte, de noticias, industriales y de provisiones".

### Posguerra
Después de la guerra, las Reichsautobahn fueron declaradas propiedad nacional de los distintos estados de la posguerra (por ejemplo, Bundesvermögen, propiedad federal, según el artículo 90 de la Ley Fundamental de la República Federal de Alemania de 1949) y se convirtieron en la base de las modernas redes de autopistas de Alemania y Austria. Varios tramos dejaron de estar dentro de las fronteras alemanas rediseñadas, especialmente la autopista inacabada entre Berlín y Königsberg (actual Kaliningrado, Rusia), ahora conocida extraoficialmente como la Berlinka. Otras dejaron de ser útiles debido a la alteración de las fronteras, como el límite de la zona de ocupación que se convirtió en la frontera interior alemana entre la República Federal y la República Democrática Alemana. Un tramo de carretera cerca de Kaiserslautern se convirtió en la carretera de acceso a la base aérea estadounidense de Ramstein. La mayoría de los puentes destruidos fueron reconstruidos o reconstruidos en un estilo diferente, aunque el puente del río Saale en Rudolphstein, en la frontera interior de Alemania, no fue reemplazado hasta la década de 1960. Los escombros de los puentes destruidos aún yacen bajo la serie de viaductos reconstruidos en el Drackensteiner Hang, en los Alpes Suabos. En otros lugares, las construcciones de autopistas inacabadas quedaron abandonadas; el viaducto de Wommen, también en la frontera interior de Alemania, se terminó en 1993, tras la reunificación alemana.

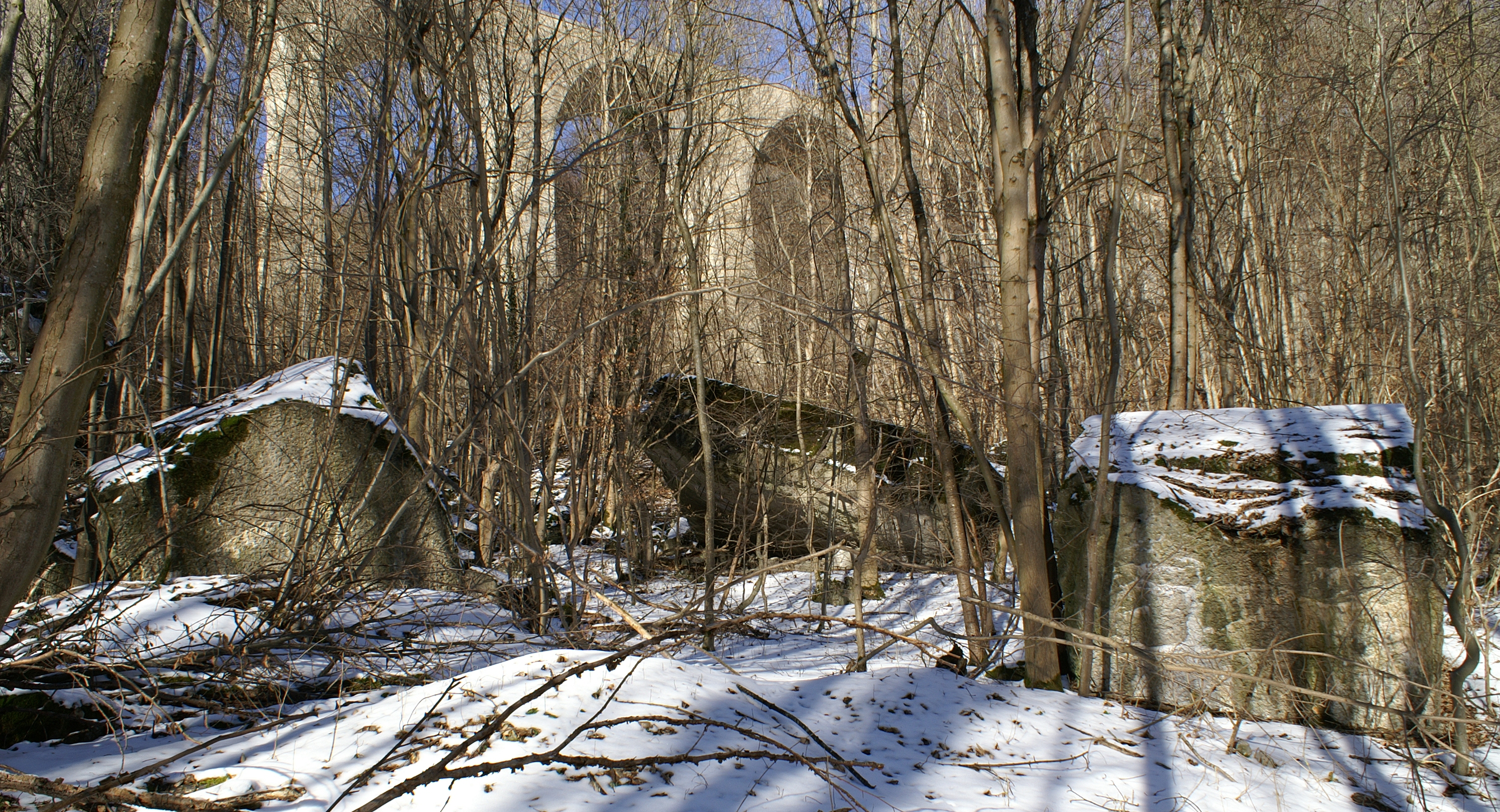
Escombros del puente Drachenloch original bajo el puente reconstruido, en el Drackensteiner Hang en los Alpes suabos
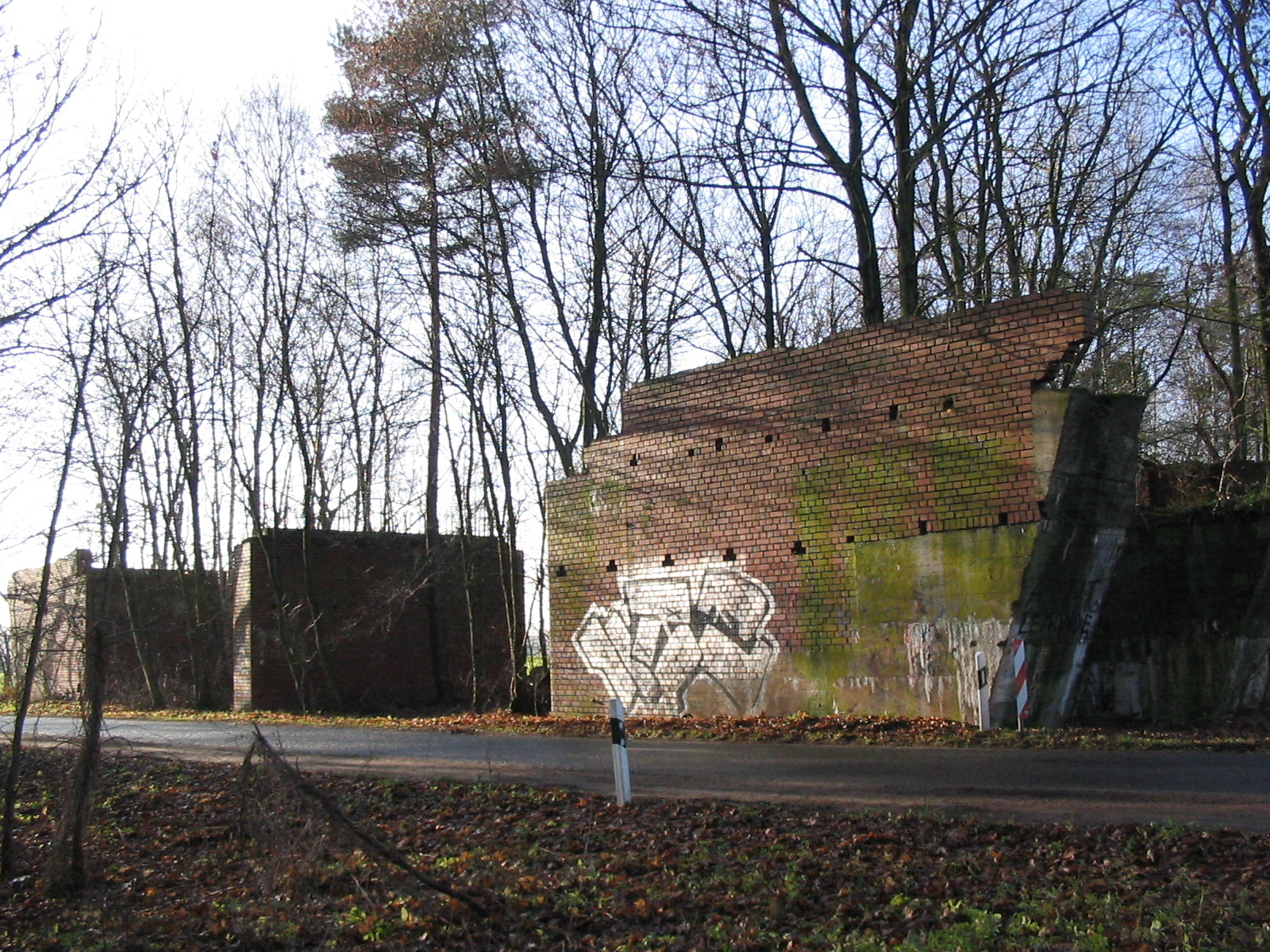
Estribos del puente de la autopista Hamburgo-Berlín dejados incompletos, cerca de Hagenow, Mecklemburgo-Pomerania Occidental, en la antigua RDA
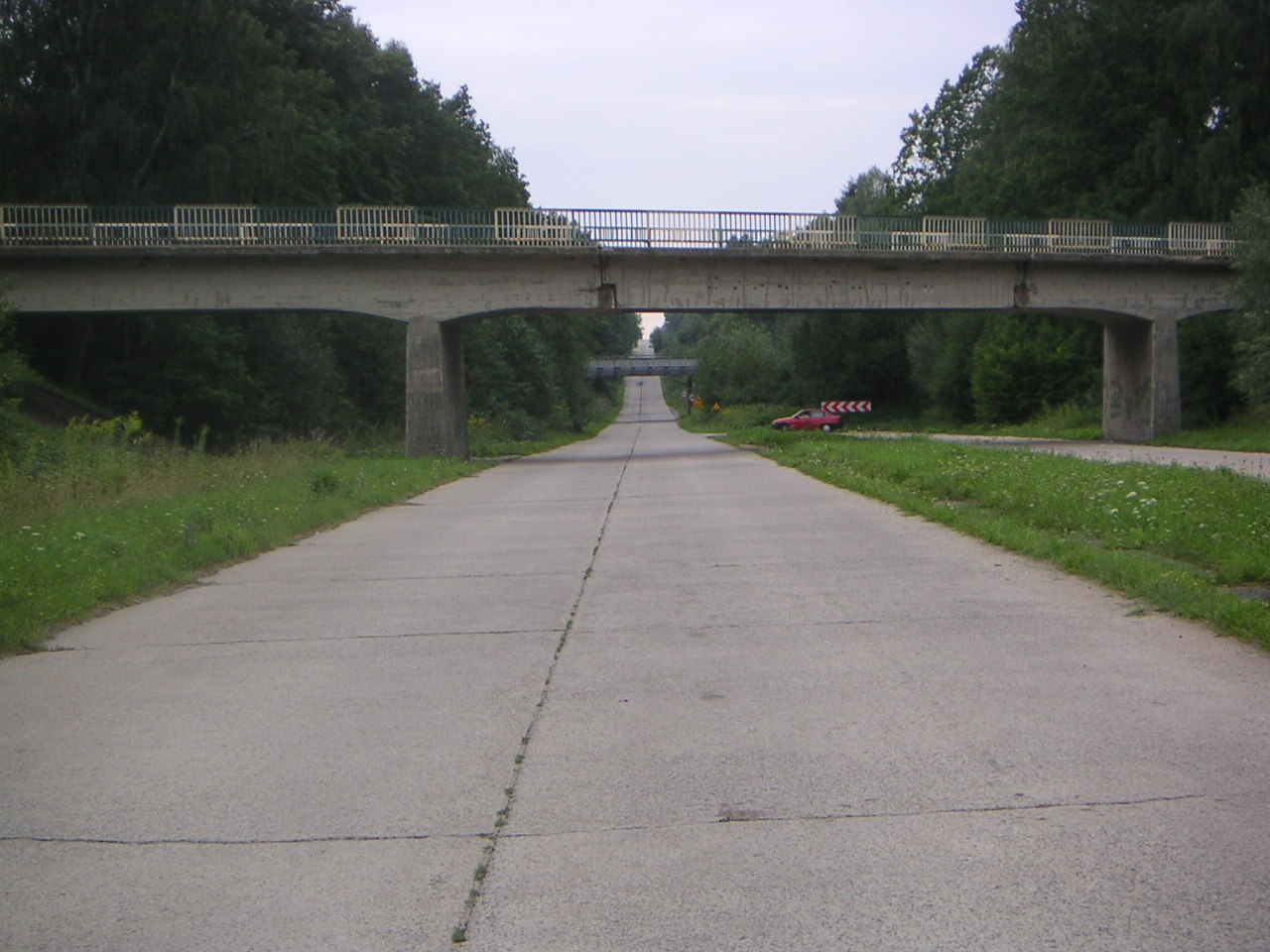
Tramo de la autopista "Berlinka" Berlín - Königsberg cerca de Elbląg en Polonia (antes Elbing, Prusia Oriental) en 2006; este segmento ha sido mejorado desde entonces como parte de la autopista S22
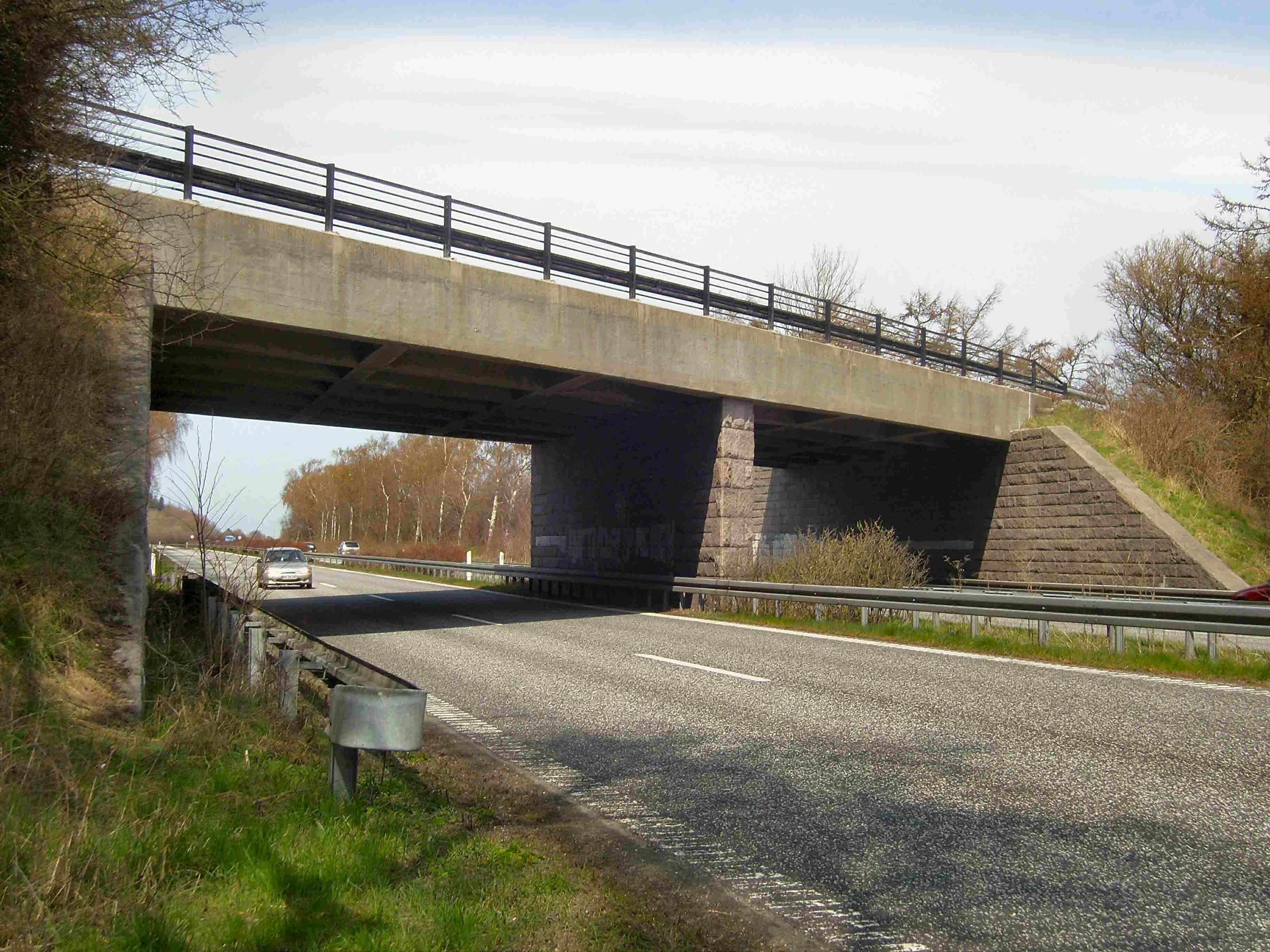
Puente de la Reichsautobahn cerca de Maribo, en Dinamarca, que ahora forma parte de Sydmotorvejen (rutas europeas E47 y E55)

## Financiación y especificaciones técnicas
Las especificaciones de las autopistas se basaron en las desarrolladas por HAFRABA. Fueron diseñadas como autopistas de acceso limitado de cuatro carriles, con una mediana central, superficies de carretera en cada dirección normalmente de 24 m (ampliadas en algunos segmentos importantes inmediatamente antes de la guerra), revestidas de hormigón. No había arcenes. Además de no tener intersecciones, la ruta debía limitar las pendientes al máximo, a no más del 8 %, y las curvas debían tener un radio de entre 600 m y 1800 m. Un tramo al sur de Dessau, de unos 10 km de longitud, se diseñó para los intentos de récord de velocidad (el Dessauer Rennstrecke) y tenía seis carriles en cada dirección.
La red, tal y como estaba prevista, contaba con tres autopistas este-oeste (entre el Ruhr y Berlín vía Hannover, entre el suroeste y Múnich vía Stuttgart, y entre la región del Main-Neckar y Breslau vía Erfurt y Leipzig), dos norte-sur (entre las ciudades hanseáticas y Basilea vía Fráncfort y entre Königsberg y Múnich vía Stettin -ahora Szczecin en Polonia- y Núremberg), y conexiones diagonales entre Berlín y Hamburgo y Breslau. La ruta principal norte-sur de HAFRABA quedó truncada; no se completó hasta 1962. Sin embargo, además de la ampliación de los planes hacia la antigua Austria, a medida que se fueron añadiendo territorios al Reich durante las primeras fases de la guerra, la planificación de las Reichsautobahn se amplió para incluirlos. Los ingenieros de autopistas se adentraron en Polonia antes de que se completara la invasión, Hitler ordenó la incorporación de una autopista que llegara desde Aquisgrán a través de Bruselas hasta Calais, y en 1940-41 se estaban planificando autopistas entre Tréveris y París vía Luxemburgo, entre Oslo y Trondheim en Noruega, y entre Yaroslavl y Kiev en la URSS y Riga, Letonia y Leningrado. El 14 de septiembre de 1941, el propio Todt puso la primera piedra de la autopista entre Lübeck y Copenhague.
Cuando se detuvo la construcción, de los 3870 km (2400 mi) de segmentos de carretera completados, aproximadamente el 80 % estaba revestido de hormigón, aproximadamente el 10 % pavimentado y el 10 % restante revestido de asfalto. Esto se compara con los aproximadamente 565 km (351 mi) de carreteras revestidas de hormigón en el Reich en 1933. Algunos tramos sólo se completaron en una dirección; en algunas zonas de poco tráfico, sobre todo en Turingia y Silesia, esto estaba previsto.
En un principio, la Reichsautobahn iba a financiarse con un impuesto sobre el uso de las carreteras, pero en 1936 se rechazó y en su lugar se aumentaron los impuestos sobre el combustible y se gravó a los propietarios de vehículos. Además, el Reichsbahn y el banco nacional concedieron préstamos. Sin embargo, aproximadamente el 60 % de la financiación procedía del Reichsanstalt für Arbeitsvermittlung und Arbeitslosenversicherung, el departamento de empleo del gobierno. Al final de la guerra, los costes totales ascendían a 6500 millones de Reichsmarks (equivalentes a 24.000 millones de euros en 2017), de los cuales aún se debían 4600 millones de RM, casi el 74 % al departamento de empleo. Los costes se inflaron por las exigencias estéticas, por la escasez de materias primas, por la necesidad de reparar trabajos mal realizados bajo la presión del tiempo y por no haber incluido inicialmente en las estimaciones de costes las vías de conexión entre las autopistas y las carreteras existentes. En la Alemania de posguerra, las opiniones sobre la Reichsautobahn incluían el reconocimiento de que había sido un elefante blanco.

## Objetivos

### Empleo

Trabajadores empleados directamente en la construcción de Reichsautobahn por trimestre, de diciembre de 1933 a diciembre de 1936

La reducción del desempleo se presentó como la razón principal del proyecto Reichsautobahn, y la propaganda utilizó la autopista para representar la Arbeitsschlacht y la reducción nazi del desempleo en general y enfatizó el papel del proyecto. Esto incluía gráficos engañosos y estadísticas exageradas. Durante los dos primeros años de construcción, se evitó en lo posible la mecanización para crear más trabajo (aunque la falta de maquinaria también fue un factor). Numerosas celebraciones en todo el Reich mantuvieron el proyecto en el punto de mira de la opinión pública. Por lo tanto, era lógico desde el punto de vista del régimen que la mayor parte de la financiación procediera del departamento de empleo. Todt había previsto la creación de al menos 600.000 puestos de trabajo. Sin embargo, el empleo en las autopistas alcanzó un máximo en 1936 con 124.483 empleados directos en la construcción y un número similar en la cadena de suministro, de modo que las autopistas nunca emplearon directa o indirectamente a más de 250.000 trabajadores. El rearme fue responsable de una parte mucho mayor de la reducción del desempleo, y los años de mayor empleo en las autopistas se produjeron mucho después de los dos primeros años de gobierno nazi, cuando la necesidad de puestos de trabajo era más urgente.

### Motorización y aplicaciones militares

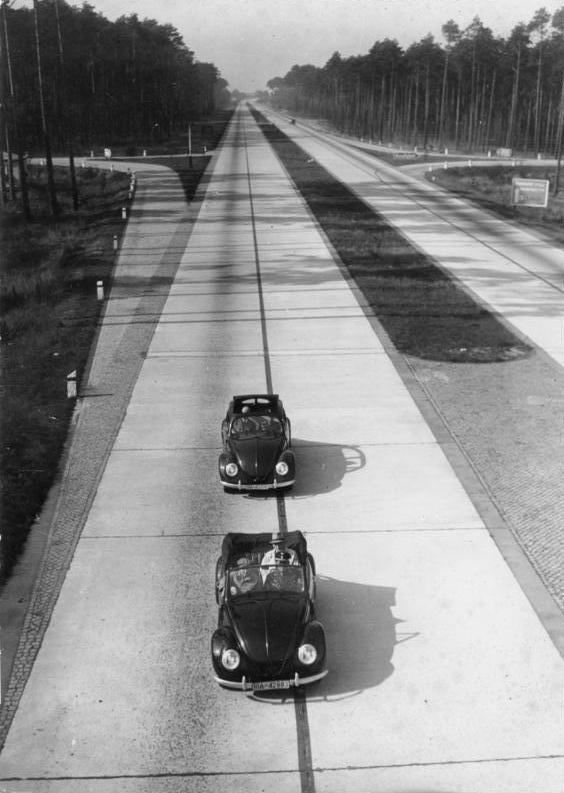
Vista de la autopista con dos Volkswagens: foto de propaganda celebrando los 10 años de logros nazis, enero de 1943.

Otro motivo importante para la construcción de autopistas era la motorización de Alemania. Esto coincidía con la autopresentación de los nazis como modernizadores. El 11 de febrero de 1933, en el Salón del Automóvil de Berlín, Hitler ya había presentado la promoción del automovilismo como un objetivo importante, y nombró un amplio programa de construcción de carreteras como el tercero de su lista de cuatro medios para llevarlo a cabo. La Alemania de Weimar estaba loca por los coches, y el número de vehículos privados había aumentado de 130.346 en 1924 a 489.270 en 1932, pero el porcentaje de propietarios de coches estaba por detrás del de otros países europeos, por no hablar de EE. UU. Esto seguía siendo cierto en 1937; en el mejor de los casos, la mayoría de los alemanes podían permitirse una moto, no un coche, y al año siguiente el comisario de carreteras del Estado de Míchigan observó: "Alemania tiene las carreteras mientras nosotros tenemos el tráfico". La propiedad del coche era un "poderoso deseo público". El automovilismo y el uso de las autopistas para hacer excursiones se promocionaban mucho. Los fabricantes alemanes produjeron autobuses turísticos para el público que no tenía coche, y el Volkswagen (entonces llamado KdF-Wagen, -Kraft durch Freudecoche- "Fuerza a través de la alegría", por la organización recreativa nazi) fue desarrollado y comercializado en asociación con la autobahn para promover la propiedad del coche; Hitler pidió por primera vez públicamente su desarrollo en la apertura del primer segmento de la Reichsautobahn. El esfuerzo bélico puso fin a los esfuerzos de motorización masiva, ya que el ahorro y la capacidad de producción del KdF-Wagen se destinaron al Kübelwagen, la versión militar para todas las ramas (Wehrmacht Heer, Kriegsmarine y Luftwaffe) de las fuerzas armadas combinadas de la Wehrmacht. La producción en serie del "Escarabajo" no comenzó hasta después de 1945.
La motorización tenía claramente una aplicación militar, proporcionando camiones y conductores que podían ser utilizados por los militares. Además, el informe de Todt citaba el transporte de tropas como una razón para desarrollar las autopistas: afirmaba que utilizando 100.000 vehículos requisados, sería posible transportar 300.000 tropas de choque a lo ancho del Reich en dos noches. Un segundo memorando redactado seis meses después por Gottfried Feder también hacía hincapié en los usos militares. Los militares no estaban de acuerdo. Georg Halter, profesor de construcción de carreteras y ferrocarriles en la Universidad Técnica de Múnich y miembro del Partido Nazi, escribió varios artículos a partir del otoño de 1933 en los que impugnaba el informe de Todt, señalando, con respecto a las aplicaciones estratégicas, que los vehículos de carretera tenían menos de un tercio de la capacidad de peso de los vagones de mercancías del ferrocarril, además de que las llantas y bandas de rodadura de acero de los vehículos blindados dañarían gravemente la calzada. También consideraba que el hormigón de color claro que se iba a utilizar para las calzadas era una guía para la aviación enemiga (a partir de 1937, la superficie se tiñó de negro por este motivo, lo que angustió a Hitler) y los grandes viaductos previstos eran objetivos tentadores, "como la miel para las avispas". Los segmentos fronterizos que podrían haber sido útiles al comienzo de la guerra no se habían completado por el temor previo de que los enemigos los utilizaran para invadir, y las pruebas de peso no se realizaron hasta marzo de 1939. Los militares alemanes apenas utilizaron las autobahns para el movimiento de tropas (una de las excepciones fue el transporte de unidades antiaéreas); al final de la guerra las utilizaron mucho más los aliados que avanzaban, que sí las dañaron en el proceso. De hecho, a medida que avanzaba la guerra, la escasez de combustible llevó al ejército alemán a utilizar cada vez más los caballos en lugar del transporte motorizado.
En su día fue común considerar que las aplicaciones militares fueron la verdadera razón principal por la que los nazis construyeron las autobahns, pero los historiadores están ahora generalmente de acuerdo en que esto fue una exageración. Los extranjeros sugirieron un propósito militar encubierto para los Reichsautobahns ya en 1934, pero un informe de la Inteligencia británica de 1946 señaló que las secciones que habrían sido militarmente útiles no se completaron y que algunas secciones completadas no fueron aparentemente utilizadas durante la guerra. Sin embargo, el proyecto desarrolló habilidades logísticas y tecnología que se utilizaron con fines militares, especialmente en la construcción del Westwall bajo la supervisión de Todt, y disimuló el desarrollo de esos recursos.

### Estética
Uno de los propósitos del proyecto, que cada vez cobraba más importancia, era el de unificar Alemania, permitiendo que los alemanes la exploraran y apreciaran su belleza, incluidos los nuevos territorios que se habían añadido al Reich bajo los nazis; Albert Speer declaró que las autopistas tenían un diseño uniforme para expresar la unidad del Reich. En 1933, Todt contrató a Alwin Seifert, un arquitecto paisajista, como su adjunto en el proyecto de las Reichsautobahn y le dio el título de Reichslandschaftsanwalt (supervisor del Reich para la protección del paisaje). Seifert convocó a arquitectos, planificadores rurales, expertos en sociología vegetal y ecologistas para que contribuyeran al esfuerzo, y se hicieron mapas de la vegetación autóctona con la intención de preservarla y proporcionar una experiencia "genuina" del paisaje. Se nombró un Landschaftsanwalt (consejero del paisaje) en cada distrito de construcción para garantizar un daño mínimo, y en 1935 Hitler detuvo temporalmente las obras de la autopista Berlín-Múnich, cerca de Bayreuth, debido a los daños al paisaje.
No obstante, los primeros tramos terminados se basaban en los planes de HAFRABA y, por tanto, consistían en rectas de 4 a 5 km de longitud unidas por curvas que eran arcos de círculo, como en los ferrocarriles; el radio mínimo de las curvas se definía en los documentos de planificación (2000 m, menos en terreno montañoso, hasta 400 m). Un debate encabezado por Seifert, que argumentaba que los tramos rectos eran "antinaturales" y, además, provocarían accidentes por la hipnosis de las autopistas, hizo que se impusiera cada vez más la opinión de que las autopistas debían proporcionar, como dijo Emil Maier-Dorn en 1938, "no la conexión más corta, sino la más sublime entre dos puntos". En 1939, y posiblemente antes, predominaban las formas sinuosas. Aunque Todt había contratado a Seifert y a sus paisajistas para garantizar el "carácter alemán" de la autopista, en un principio se inclinó por la opinión de los ingenieros ferroviarios sobre el trazado; el factor decisivo era el coste, es decir, la reducción del número de terraplenes y puentes necesarios.
El tramo estético más destacado de la Reichsautobahn era el de Irschenberg, en la autopista que va de Múnich a la frontera con Austria, donde en lugar de pasar por el valle, la autopista se dirigía en un camino curvo hacia la colina hasta la cima, desde la que se tenía una vista completa de los Alpes hacia el sur. Allí se encontraba una parada de descanso. (El tramo de autopista de Irschenberg era uno de los que limitaban la utilidad de las autopistas para el transporte de mercancías, y con el aumento del tráfico tras la guerra se convirtió en un notorio cuello de botella y lugar de accidentes. Muchos de estos tramos se han enderezado y en algunos casos se ha trasladado la autopista). En 1936, la vista de Otto Illauer de este tramo de autopista ganó el primer premio en el concurso de fotografía Die schöne Straße in Bau und unter Verkehr (la hermosa carretera en construcción y en uso); la única crítica a la imagen fue que el contraste entre la carretera de color claro y el paisaje era demasiado duro, lo que ilustra el fuerte deseo de armonía entre la autopista y su entorno. De hecho, todo este tramo de 125 km es un ejemplo de planificación para maximizar la apreciación estética del paisaje. Todt, a quien se le atribuye la elección de la ruta, la describió como una experiencia orquestada que culmina con la vista sorpresa del Chiemsee, donde "[c]ualquier persona que tenga una sensación adecuada de este paisaje... apaga el motor y se desliza silenciosamente por la pendiente de tres kilómetros hasta la orilla sur del lago, donde una playa de baño, aparcamientos o la posada invitan a quedarse y descansar"; y según Seifert, de las 13 posibilidades para la continuación del Chiemsee hasta la llanura de Salzburgo, los ingenieros habían seleccionado la única que "hacía posible lo imposible" al "continuar la secuencia de belleza paisajística... en otro nivel".
Tanto la parada de descanso en la cima de la colina de Irschenberg como la parada de descanso en el Chiemsee se ajustaban a la práctica general de la Reichsautobahn: la autopista se desviaba de la ruta directa para dar acceso a los lugares de interés cultural y a las vistas, y en estos puntos se construyeron paradas de descanso y estaciones de servicio para facilitar el abandono del coche para apreciarlos. Por ejemplo, en Annaberg, en Silesia (actual Góra Świętej Anny, Polonia), mientras la autopista se mantenía a una distancia respetuosa, se habilitó un aparcamiento desde el que los automovilistas podían hacer la caminata de diez minutos hasta el mausoleo de los miembros de los Freikorps caídos allí en 1921 en la Batalla de Annaberg y hasta la arena del Thingspiel que hay debajo. Del mismo modo, los puentes debían evitar la "arquitectura inorgánica" del siglo XIX asociada a la Reichsbahn, y no debían entrometerse en la vista del automovilista con altos arcos, por lo que eran casi imperceptibles desde la autopista, y por ello se habilitaron miradores para que los viajeros pudieran detenerse a verlos y admirarlos.
La mitigación de los daños al medio ambiente era una preocupación, como parte de la creación de una experiencia auténtica del paisaje, que debía desarrollarse como una película desde la perspectiva del automovilista. Por ello, la franja de la mediana era relativamente estrecha; los árboles se mantenían cerca de la autopista y a veces, por ejemplo en el bosque de robles cerca de Dessau, en la mediana. De hecho, la experiencia del conductor con el bosque, a la que se le asignaba una importancia simbólica en el romanticismo alemán y, sobre todo, bajo los nazis, se maximizaba evitando las rectas en las zonas boscosas para que el conductor permaneciera encerrado entre los árboles el mayor tiempo posible. Hasta cierto punto, los paisajistas de las autopistas se vieron influenciados por las autopistas americanas en su énfasis en el entorno natural; Todt hizo reimprimir un boletín del USDA de 1934 sobre la Mejora de los Bordes de las Carreteras para uso de sus planificadores, y los diseñadores nazis visitaron el condado de Westchester para estudiarlos, más o menos al mismo tiempo que la Comisión de Parques del Condado de Westchester (WCPC) supervisaba en parte la construcción de lo que hoy es el tramo sur de la Taconic State Parkway's. Pero la Reichsautobahn buscaba una visión más natural, menos parecida a la de un parque, y aunque en ambos países era importante utilizar plantas autóctonas en el paisajismo de las autopistas, los estadounidenses hacían hincapié de forma selectiva en las que tenían un aspecto atractivo. Además, la autopista fue presentada en su momento, por Todt y otros, como una mejora del paisaje natural; Todt se negó a evitar el Siebengebirge, una zona protegida de conservación, argumentando no sólo que la zona debía abrirse a las visitas sino que la carretera la haría más bella. Esta no era la política en Estados Unidos, donde, como es sabido, la Blue Ridge Parkway fue diseñada para ser estrecha y discreta. El coste tuvo el efecto contrario con respecto a las plantaciones que con respecto a las curvas: los paisajistas de la Reichsautobahn habían realizado análisis pioneros de los ecosistemas locales que les llevaron a plantar de forma intensiva para reconstruir lo que determinaron que habría estado presente de forma natural en el lugar, pero a finales de 1936, como resultado de los sobrecostes así como de su filosofía personal, Todt recortó severamente las plantaciones, haciendo hincapié en las vistas abiertas.
Desde la década de 1950 hasta la de 1970 hubo un amplio movimiento en Alemania Occidental para eliminar los árboles que se encontraban junto a las autopistas por considerarlos un peligro, lo que cambió mucho su aspecto.

Se prohibió toda la publicidad en la Reichsautobahn. En lugar de carteles publicitarios, se colocaron en la mediana, cerca de las salidas, tablones de anuncios para avisar a los conductores de los mensajes telefónicos. La Reichsautobahn y su filial de hostelería conservaron todos los derechos comerciales en una franja que se extendía 500 m en cualquier dirección desde la autopista; la gasolina era comprada a granel y vendida por la Reichsautobahn, por lo que no había marcas en las estaciones de servicio, y los empleados de las estaciones recibían formación en una escuela especial en Michendorf, en la circunvalación de Berlín, para que encarnaran correctamente la autobahn. Las Straßenmeistereien (estaciones de gobierno de la carretera), situadas a intervalos de entre 50 y 100 km, se encargaban del mantenimiento de la autopista y ayudaban a los automovilistas con problemas. Suelen estar situadas cerca de los poblados, donde dan trabajo a entre 15 y 20 personas. Las primeras estaciones de servicio se situaban en el triángulo formado por los carriles de salida y acceso, y eran de diseño sencillo y moderno, la mayoría de ellas construidas según unos pocos diseños estandarizados; el arquitecto de la Bauhaus Ludwig Mies van der Rohe diseñó dos. A partir de 1936-37, se reubicaron a un lado de la carretera, donde había más espacio, y pasaron de ser estaciones de servicio puramente utilitarias a ser paradas de descanso con alojamiento para pasar la noche, con la intención de ser atractivas para el conductor. Tanto las áreas de descanso como las Straßenmeistereien menos visibles se diseñaron para reflejar la arquitectura local, para evitar el peligro de que la autopista actuara como influencia homogeneizadora. Así, por ejemplo, el área de descanso del Chiemsee adoptó la forma de un chalet alpino. El resultado ha sido descrito como "una especie de völkisch de Disney World ". Seifert llegó a escribir en 1941 que las áreas de descanso debían reflejar sus ubicaciones "no sólo en el material y la forma, sino también en sus interiores, su vajilla, su decoración... hasta el cheque y la música". Sin embargo, el estilo alpino tendía a predominar. 

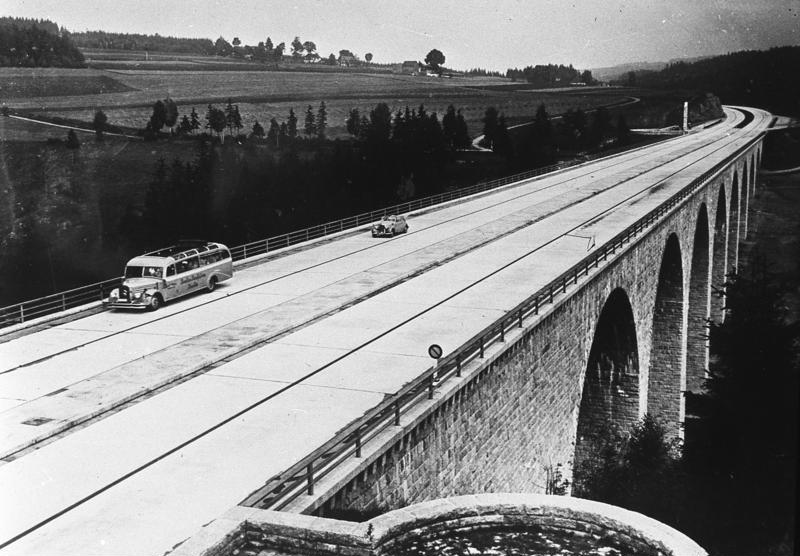
Puente sobre el Saale entre Hirschberg, Turingia, y Rudolphstein, Alta Franconia, con el mirador visible en primer plano.
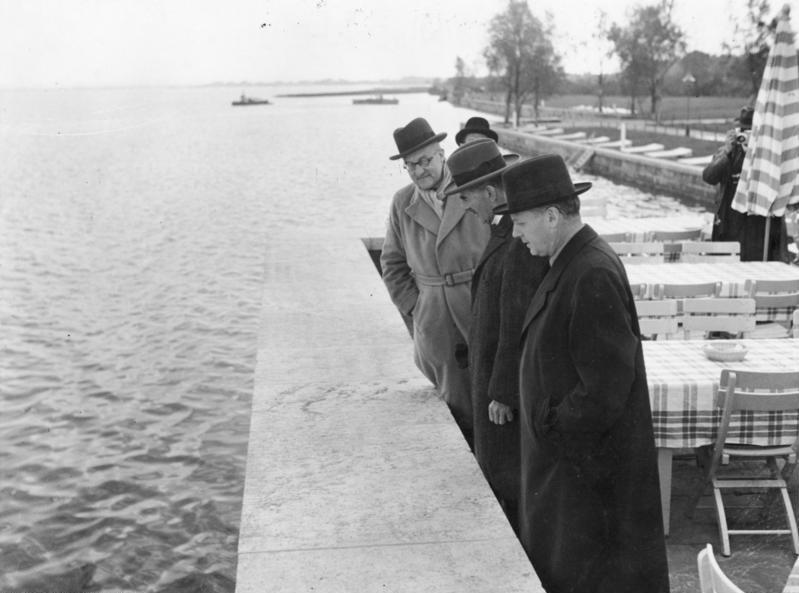
Neville Chamberlain (en el centro, entre Herbert von Dirksen y Joachim von Ribbentrop) en el área de descanso de Chiemsee el 15 de septiembre de 1938, de vuelta de su reunión con Hitler en el Obersalzberg que condujo al Acuerdo de Munich.
Señalización de salida de la autopista (calcada). Los paneles pintados a mano de madera y contrachapado tenían el color básico del tono azul RAL 32 h. Esto corresponde al RAL 5002 actual.

### Función monumental

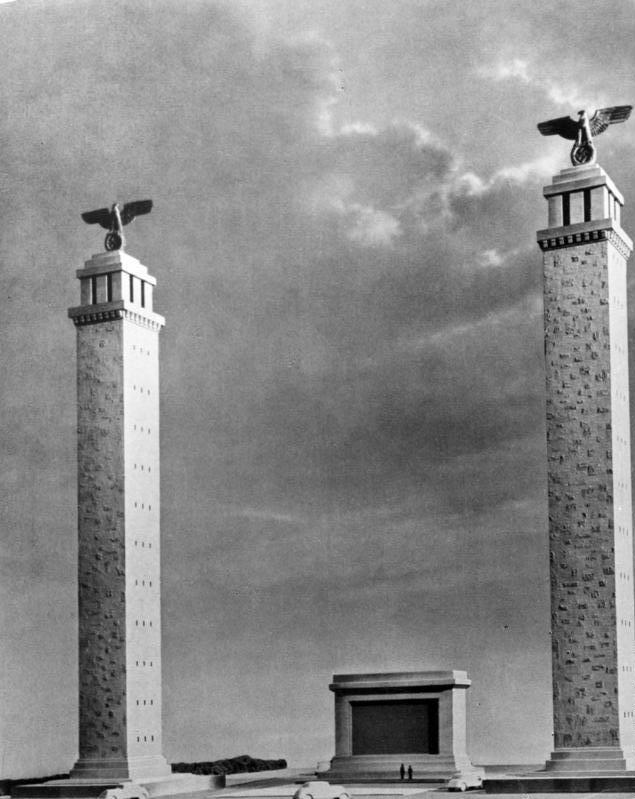
Modelo de autobahn la puerta diseñada por Albert Speer para la frontera austriaca cercana Salzburg (1936)

#### La Autobahn como propaganda
Probablemente lo más importante es que las autobahns se crearon como un monumento al Tercer Reich, tanto a nivel interno como internacional; en palabras del historiador Thomas Zeller, "para simbolizar el poder y la conquista del espacio". Todt insistió en que siempre se denominaran Reichsautobahns, nunca simplemente "autobahns", y trató de eliminar el uso del término rival Kraftfahrbahn (ruta del motor).
A menudo se las calificaba de maravilla del mundo moderno y se las comparaba especialmente con las pirámides egipcias. Por ejemplo, Emil Maier-Dorn escribió: "La Reichsautobahn debe convertirse, como la Gran Muralla China, como la Acrópolis de los atenienses, [y] como las pirámides de Egipto, en una presencia imponente en el paisaje de la historia, [debe] figurar como un duque en el desfile de los logros humanos".
Uno de los aspectos del proyecto fue su gran envergadura, que se presentaba constantemente al público no sólo mediante ceremonias de inicio de obras y apertura de tramos, sino mediante emisiones de radio (que incluían al menos dos obras dramáticas, así como emisiones informativas y la cobertura de las ceremonias), carteles, tarjetas postales, emisiones de sellos, calendarios, juegos de mesa, etc., y una gran exposición, Die Straße (La carretera), que se inauguró en Múnich en 1934 y en la que las autopistas se presentaban en forma de obras de arte como la culminación de la historia de la construcción humana de carreteras. Esta exposición se presentó posteriormente en Berlín y Breslavia, y más tarde se celebraron otras en, por ejemplo, Praga (1940) y Budapest (1942).
Las Reichsautobahn también tuvieron una representación destacada en la exposición de 1937 que celebraba los primeros cuatro años de logros del régimen, Gebt mir vier Jahre Zeit (Dame cuatro años, un lema de Hitler). Además, Todt encargó a artistas oficiales, especialmente a Ernst Vollbehr de, y a fotógrafos, sobre todo a Erna Lendvai-Dircksen, que representaran la construcción de las autopistas en términos heroicos.
Los largometrajes Fahrzeuge und Straßen im Wandel der Zeiten (Vehículos y carreteras a lo largo del tiempo; guionizado en 1934) y Die große Straße (La Gran Carretera; que debía dirigir Robert A. Stemmle) nunca se realizaron; sin embargo, el trabajo en las autopistas es el escenario de Mann für Mann (Hombre para el hombre), de Stemmle, de 1939; Stimme aus dem Äther, de Harald Paulsen, de ese mismo año, incluye escenas de persecución en la autopista, y se realizaron unos 50 cortometrajes sobre el proyecto, incluyendo tanto películas técnicas como Vom Wald zur Straßendecke (Del bosque a la superficie de la carretera, 1937) como cortometrajes de consumo popular como Bahn Frei! (Carretera abierta) y Vierhundert bauen eine Brücke (Cuatrocientos construyen un puente, 1937) de la UFA. Estas últimas eran Kulturfilme (películas culturales), que se proyectaban en las reuniones del Partido y de los clubes y que, junto con el Wochenschau (noticiario), formaban parte de los programas teatrales. Las autopistas también dieron lugar a varias novelas y a una cantidad considerable de poesía.

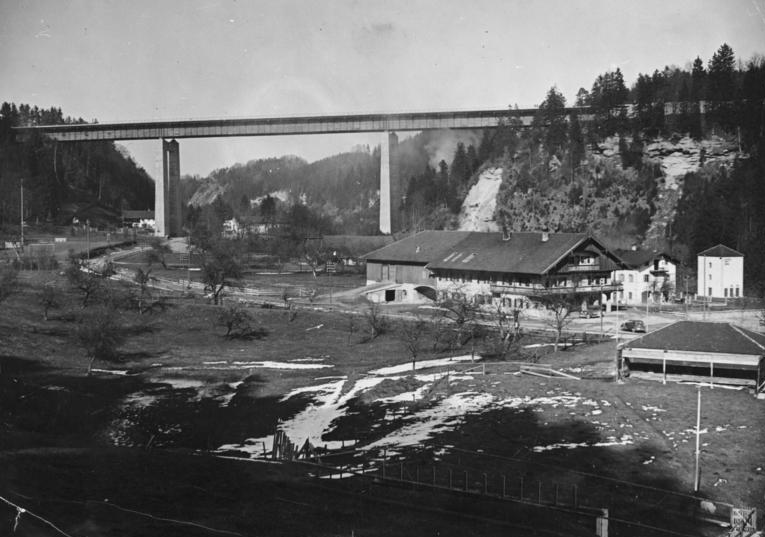
Puente Mangfall en 1936, el año que fue inaugurado.

#### Puentes, monumentos de la autobahn
Como escribió Ernst Bloch en 1937, las autopistas, a pesar de su magnitud, eran "bastante planas". Los fotomontajes intentaron impresionar al público con el enorme volumen de tierra movida y los materiales utilizados para construirlas, pero los principales medios para demostrar la monumentalidad de la obra fueron los puentes y la escultura.
Al no tener intersecciones, la autopista requería un gran número de puentes y pasos subterráneos. En un principio, éstos tenían un diseño puramente utilitario, pero tras inspeccionar el primer tramo terminado, Todt trató de darles un aspecto más unificado y estético. Paul Bonatz, contratado en 1934 para supervisar el diseño de los puentes de la Reichsautobahn, escribió unos meses antes que debían pasar lo más desapercibidos posible, con una masa mínima y que obstruyeran la vista. Al igual que las áreas de descanso, también se diseñaron para reflejar los estilos y materiales de construcción locales. Una excepción que confirma la regla son los puentes de acero desnudo que atraviesan el tramo de alta velocidad Dessauer Rennstrecke, que expresan su propósito de alta tecnología y también aluden a la empresa de aviones Junkers que tenía su sede en Dessau.
Los relativamente escasos puentes de gran tamaño constituyeron importantes declaraciones de diseño; Todt escribió en 1937 que "no debían ser [diseñados] para 1940, ni tampoco para el año 2000, sino que... debían prolongar su presencia dominante, como las catedrales de nuestro pasado, en los milenios futuros". El primero de ellos fue el puente Mangfall, en Weyarn, un puente de vigas diseñado por el alemán Bestelmeyer que atravesaba el valle sobre dos pilones dobles de hormigón armado. Construido en 1934-36, sirvió de modelo para varios puentes de autopista posteriores, y una maqueta de uno de los enormes pilones dominaba la exposición Reichsautobahn en la muestra Gebt mir vier Jahre Zeit.
Posteriormente, el estilo preferido para los grandes puentes evolucionó alejándose de esta forma moderna hacia viaductos derivados de los puentes romanos, que tenían una masa más imponente, permitían reflejar los estilos de construcción regionales en su uso de la piedra y el ladrillo, y encarnaban la pretensión nazi de ser los herederos de los grandes constructores de la antigüedad. Entre ellos se encuentran el puente de Holledau de Georg Gsaenger (1937-38) y los puentes sobre el Saale en Hirschberg, Turingia y Jena; en 1938 Friedrich Tamms diseñó un enorme viaducto de imitación romana para el valle del Werra en Hedemünden. Otro factor que influyó en este cambio de estilo fue la escasez de acero provocada por la política de autarquía y por el rearme y la guerra; también estuvo a punto de fracasar un puente soldado de forma continua, que tuvo que ser reforzado discretamente y provocó la desconfianza hacia la construcción en acero. Muchos puentes posteriores tenían un núcleo de hormigón armado revestido de piedra o ladrillo.
Sin embargo, con los puentes el cambio nunca fue tan completo como en otros aspectos de la arquitectura del Reichsautobahn: en 1940-41, a lo largo del Rin, se estaba construyendo un puente de piedra en Frankenthal y, al mismo tiempo, en Rodenkirchen, en Colonia, un puente colgante ultramoderno de Bonatz. Además de la imagen de modernidad que se tenía de sí mismo, otra razón era el enorme coste de la construcción en piedra en horas de trabajo y en material; en el Tercer Reich se realizaba tanta construcción en mampostería que había escasez. De ahí que muchos de los viaductos tuvieran una forma simplificada y modernizada, como por ejemplo la serie del Drackensteiner Hang, de Paul Bonatz, y el puente sobre el valle del Lahn en Limburg, de Bonatz y Gottwalt Schaper.

#### Esculturas
Además, la Reichsautobahn debía contar con una gran cantidad de escultura monumental. Los miradores desde los que los viajeros podían admirar los puentes tenían a menudo obeliscos o columnas rematadas con águilas y esvásticas. Además de los grandes carteles en los puentes inmediatamente antes de la salida de una ciudad -que a menudo incluían el animal heráldico o el escudo de armas completo- se planearon esculturas imponentes para muchas de esas salidas, que solían incluir águilas que se elevaban por encima de la carretera, como en el boceto de Bestelmeyer para la entrada de Heidelberg y el diseño de Speer de 1936 para una espectacular puerta en la frontera cerca de Salzburgo.
Los puentes constituían a veces puertas dramáticas en sí mismas, como la "Puerta de Turingia" en Eisenberg, de Hermann Rukwied, y a veces incluían esculturas, como el bajorrelieve de 7,5 m (25 pies) de altura de 1937 de Kurt Lehmann que representa a un "trabajador del puño" y a un "trabajador de la frente" en el puente de Hedemünden. Josef Thorak ejecutó y expuso en 1938-39 la maqueta de un gigantesco monumento a los trabajadores de la Reichsautobahn, de 17 m de altura, que consistía en tres trabajadores desnudos que se esforzaban por subir una roca por una pendiente recordando a Sísifo; debía colocarse en la mediana del lugar donde se rompía el césped para la ampliación de la autopista en Austria.

## Influencia
Los visitantes extranjeros informaron en general favorablemente sobre las autopistas, en particular la prensa extranjera en Alemania con motivo de los Juegos Olímpicos de 1936; en octubre de 1937 se señaló que un visitante inglés había comentado la "verdadera democracia" en una obra de la autopista, y en septiembre de 1936 el ex primer ministro británico David Lloyd George visitó a Hitler en parte para hablar de las autopistas, y regresó a casa llamándolo un "gran hombre". Pero también se las consideraba inhumanas. Frederick Law Olmsted, Jr. describió su versión del diseño de las autopistas como "un horrible choque de naturaleza y técnica". En su libro crítico sobre la Alemania nazi, The House That Hitler Built, el historiador Stephen Henry Roberts las describió como "innecesariamente grandiosas pero muy impresionantes". Hechos con eficiencia y gestionados con más eficiencia, de alguna manera reducen al individuo a la insignificancia". Es posible que Walter Dirks también pretendiera hacer una crítica velada cuando escribió en el Frankfurter Zeitung en 1938 que la conducción en las autopistas era abrumadoramente pasiva: "Es una marca de lo pasivos que somos, de lo mucho que el barrido de la carretera afecta a nuestros sentidos, que la relación entre el conductor y la carretera parece estar invertida. La carretera toma el papel activo, moviéndose hacia nosotros rápida y suavemente,... succionando el coche inexorablemente hacia sí mismo".
Después de la guerra, a excepción de la estética de las autopistas, la Reichsautobahn se convirtió en el modelo de las autopistas de otros países, y la experiencia práctica adquirida -en logística, construcción mecanizada y construcción de puentes- también fue utilizada por otros.
Dwight D. Eisenhower se dio cuenta de las ventajas de la Reichsautobahn durante su época de oficial del ejército estadounidense y, como presidente, utilizó esas ideas para crear el Sistema Interestatal de Autopistas de Estados Unidos a través de la Federal Aid Highway Act de 1956.

## Más información
- Ernst Vollbehr. Arbeitsschlacht: fünf Jahre Malfahrten auf den Bauplätzen der "Strassen Adolf Hitler". Berlín: Zeitgeschichte, 1938.    (en alemán)
- Max K. Schwarz. "Tankstellen, Straßenmeistereien und Raststätten—Betriebsorganismen un der Reichsautobahn". Dado Straße 6 (1939) 660@–. (En alemán)
- Kurt Kaftan. Der Kampf um Dado Autobahnen. Geschichte und Entwicklung des Autobahngedankens En Deutschland von 1907@–1935 unter Berücksichtigung ähnlicher Pläne und Bestrebungen im übrigen Europa. Berlín: Wigankow, 1955.    (en alemán)
- Karl Lärmer. Autobahnbau En Deutschland 1933 bis 1945: zu den Hintergründen. Forschungen zur Wirtschaftsgeschichte 6. Berlín: Akademie, 1975.    (en alemán)
- Hansjoachim Henning. "Kraftfahrzeugindustrie und Autobahnbau En der Wirtschaftspolitik des Nationalsozialismus 1933@–1936". Vierteljahrschrift für Sozial- und Wirtschaftsgeschichte 65 (1978) 217@–42 (en alemán)
- Richard J. Overy. "Coches, Carreteras, y Repunte económico en Alemania, 1932@–1938". En: Guerra y Economía en el Tercer Reich. Oxford: Clarendon / Nueva York: Oxford Universidad, 1994. ISBN 9780198202905. pp. 68@–89
- Erhard Schütz. "'Verankert fest im Kern des Bluts': Dado Reichsautobahn—mediale Visionen einer organischen Moderne im 'Dritten Reich'". En: Faszination des Organischen: Konjunkturen einer Kategorie der Moderne. Ed. Hartmut Eggert, Erhard Schütz, y Peter Sprengel. Múnich: Iudicium, 1995. ISBN. pp. 231@–66. Ligeramente modificado cuando "Faszination der blaßgrauen Bänder. Zur 'organischen' Technik der Reichsautobahn". En: Der Technikdiskurs der Hitler-Stalin-Ära. Ed. Wolfgang Emmerich y Carl Wege. Stuttgart: Metzler, 1995.  . pp. 123@–45 (en alemán)
- Arend Vosselman. Reichsautobahn: Schönheit, Natur, Technik. Kiel: Arndt, 2001.    (en alemán)
- Benjamin Steininger. Raum-Maschine Reichsautobahn: zur Dynamik eines bekannt/unbekannten Bauwerks. Kaleidogramme 2. Berlín: Kulturverlag Kadmos, 2005.    (en alemán)

### Película
- Hartmut Bitomsky. Reichsautobahn. Alemania, 1985. 92 mins. OCLC 312133763. (En alemán) Subtitled en inglés, Carreteras al Tercer Reich. Película de Cielo grande. OCLC 48078430
- Hermann G. Abmayr. Mythos Autobahn. Tatsachen und Legenden. Alemania, Süddeutscher Rundfunk 1998. 43 mins.  . (En alemán)